# Ceutorhynchus quadridens
Espèce
Ceutorhynchus quadridens (le charançon du chou ou charançon de la tige du chou) est une espèce d'insectes coléoptères de la famille des Curculionidae, originaire de l'Ancien monde.
Ce charançon est un ravageur, surtout au stade larvaire, des plantes de la famille des Brassicaceae (crucifères), notamment le chou et le chou-fleur.

## Synonymes
Selon INPN. :
- Ceutorhynchus pallidactylus Marsham 1802,
- Ceutorhynchus seriesetosus Dietz, 1896,
- Curculio quadridens Panzer, 1795.

## Distribution
L'aire de répartition de Ceutorhynchus quadridens comprend toute l'Europe, y compris la Russie jusqu'à la région du Caucase, l'Afrique du Nord et l'Asie mineure. L'espèce a été introduite en Amérique du Nord.